# Gabber Modus Operandi
Gabber Modus Operandi（ガバ・モーダス・オペランディ）は、インドネシアの音楽グループ。略称でGMOとも呼ばれる。メンバーはアーティスト、ファッションデザイナーのイチャン・ハレム（Ican Harem）とDJ、プロデューサーのカス（Kasimyn）で構成され、2017年にインドネシアのジョグジャカルタ市で結成された。ガバなどの電子音楽とインドネシアの伝統音楽ガムランの融合をはじめとして、さまざまな音楽要素を取り入れたハードコアな作風で知られる。

## 略歴
メンバーのイチャン・ハレムはスマトラ島のアチェ州出身で、1990年代のアチェ独立運動による抵抗精神と、イスラーム学校での宗教や伝統を経験して育った。メダンの寄宿舎でロックンロール、メタル、パンクなどを知り、ジョグジャカルタの大学生時代に芸術活動を始めた。Cang Kang Serigala（チャン・カン・セリガラ）というバンドを結成し、ギャラリーのパーティでライブをする他に絵画や衣装作りも展開した。イチャンは友人たちとRumah 23（ルマ・ドゥア・ティガ）というアーティスト・イン・レジデンスで活動し、展覧会、上映会、音楽、トークショーなどを行い、Rumah 23は初期のGMOの形成に影響を与えた。イチャンは2017年のデンパサール・コレクティブというフェスに出るために急遽ユニットを組むことになり、カスと出会う。カスはジャングルやダブステップ、ガラージなどイギリスのダンスミュージックを聴いて育った背景を持ち、自分たちのものを組み合わせて作るためにガムラン奏者と交流した。この時に作った音楽がGMOの原型となった（#作品を参照）。
デンパサール・コレクティブでのパフォーマンスが好評となり、さまざまなイベントに呼ばれるようになる。当初はPuxxxi Maxxx（プッキーマックス）名義で活動していたが、Nusasonic festivalに出る際、その名前では出られないと指摘されてGabber Modus Operandiに改名した。名前の由来は、1998年頃に活動したGeber Modus Operandi（ゲベル・モーダス・オペランディ）というメディアアーティスト・コレクティブにある。Geberとはインドネシア語で暴走族がバイクのエンジンを吹かす行為を指し、Modus Operandiはラテン語で「犯罪者のやり方・手口」を意味する。バリ島のデンパサールを拠点としてアルバムを発表し、ウガンダのNyege Nyege Festivalや日本のDOMMUNEなど世界各地の先鋭的なフェスやアンダーグラウンドのパーティに参加している。2022年にはカスがビョークのアルバム『フォソーラ』に参加した。

## 作品
ガバ、ガムラン、ノイズ、レイヴ、ダンドゥット、ファンコット、グラインドコアなどを取り入れた作品を発表している。GMOはこれらの音楽を同列に捉えた「架空のハードコア・ミュージック」をコンセプトとしている。グループ名の由来でもあるガバはオランダ発祥のダンスミュージックだが、GMOはヨーロッパのガバではなく、インドネシアに存在しなかった架空のガバを表現している。
デンパサール・コレクティブに出演するための試行錯誤で、ダブステップやハウスに合わせて唄ううちにBPMを上げていき、BPM200まで上げたのが作風のもとになった。ガムランを取り入れているのはエキゾチックな要素としてではなく、愛好しているからという動機がある。バリ島ではガムランが日常で流れており、取り入れるのは自然なことでもあった。GMOはガムランの原則を制作に適用し、欧米の音楽におけるチューニングとは異なる5音のメロディによるチューニングや演奏の手法を応用している。
デビューアルバム『PUXXXIMAXXX』（2018年）は、Yes No Wave Musicレーベルからデジタル・フリー・ダウンロードでリリースされ、2020年にDanse NoireからLPとして復刻された。セカンドアルバム『HOXXXYA』（2019年）は上海を拠点とするレーベルのSVBKVLTからリリースされた。

## ディスコグラフィ
- 『PUXXXIMAXXX』 (2018年) [8]
- 『HOXXXYA』 (2019年) [9]